# Peñarrubia (Abra)
Peñarrubia ist eine philippinische Stadtgemeinde in der Provinz Abra.

## Baranggays
Peñarrubia politisch unterteilt in neun Baranggays.
| - Dumayco - Lusuac - Namarabar | - Patiao - Malamsit (Pau-Malamsit) - Poblacion | - Riang (Tiang) - Santa Rosa - Tattawa |